# Declaración de Brighton sobre la mujer y el deporte
La Declaración de Brighton sobre la mujer y el deporte es el primer documento internacional sobre principios para el fomento del deporte femenino. Fue aprobado en mayo de 1994 en la 1ª Conferencia sobre el Deporte Femenino y el Desafío del Cambio, celebrada en Brighton, organizada por el Consejo de Deportes de Gran Bretaña con el apoyo del Comité Olímpico Internacional. La Conferencia lanzó la Estrategia Internacional Mujer y Deporte, formuló la Declaración de Brighton y creó el Grupo de Trabajo Internacional sobre la Mujer y el Deporte.
La versión actualizada de la declaración es la Declaración de Brighton Más Helsinki 2014 sobre la Mujer y el Deporte aprobada en la 6ª Conferencia Mundial del Grupo de Trabajo Internacional Mujer y Deporte celebrada en Finlandia del 12 al 15 de junio de 2014.
Hasta junio de 2014 la Declaración de Brighton había sido ratificada por 419 organizaciones.

## Antecedentes y o
La Declaración de Brighton se firmó en la 1ª Conferencia sobre el Deporte Femenino y el Desafío del Cambio. El programa de la Conferencia abarcó cultura, sexualidad, minusvalía, orientación sexual, dirigencia, organización del cambio, marketing, medios informativos, patrocinio, y redes de apoyo. La reunión agrupó a 280 delegados internacionales, representando organizaciones gubernamentales y no gubernamentales de 82 países.
La Declaración va dirigida a todos gobiernos, autoridades públicas, organizaciones, empresas, establecimientos de enseñanza o investigación, asociaciones de mujeres, y a todas personas responsables de, o que influyen directa o indirectamente en, la conducta, el desarrollo o la promoción del deporte, o implicadas de cualquier modo en el empleo, la educación, la dirección, la formación, el desarrollo o el cuidado de mujeres en el deporte.

## Contenido de la Declaración
Reconoce el papel importante que desempeña el deporte, y su potencial de enriquecer la sociedad, de promover la amistad entre países, de beneficiar a sus participantes de múltiples maneras — cuando se practica justa y equitativamente. La Declaración subraya que las mujeres pueden aportar una contribución importante al deporte, y que la participación en el deporte puede enriquecer, mejorar y desarrollar la vida de cada mujer.
Reconoce que el deporte y las actividades afines forman un aspecto integral de la cultura de todas naciones, pero también indica las desigualdades vigentes en los niveles de participación y las oportunidades de participar entre chicas y mujeres por una parte, y chicos y hombres por otra. Identifica además que las mujeres todavía están subrepresentadas como dirigentes, entrenadoras y jueces, especialmente a los niveles más altos – y que solo cuando se incluyan en la dirección y las decisiones del deporte y sirvan de modelo se podrá conseguir la igualdad de oportunidades para chicas y mujeres.

## De 1994 a 2014 otros documentos
Después de 1994 se convocaron varias conferencias internacionales en Windhoek (1998), Montreal (2002), Kumamoto (2006) y Sídney (2010) centradas en facilitar el avance de la Declaración de Brighton. En estas conferencias se aprobaron los siguientes documentos: La Llamada a la acción de Windhoek (1998), Comunicado de prensa Montreal y El conjunto de instrumentos de Montreal (2002), el Compromiso de Kumamoto para la Colaboración (2006) y el Tablero Marcador de Sídney (2010).

## Declaración de Brighton Más Helsinki 2014
En 2014 se celebró la 6ª Conferencia Mundial del GTI sobre la Mujer y el Deporte, en Helsinki, bajo el lema “Liderar el cambio, Ser el cambio”. Además de ratificar la Declaración de Brighton, la conferencia también decidió darle un toque de actualidad con la “Declaración de Brighton Más Helsinki 2014 sobre la Mujer y el Deporte”, que añade la actividad física como una extensión esencial del deporte organizado, especialmente para las chicas y mujeres. Por ello es que la Declaración incluye referencias a la actividad física conjuntamente con el deporte a lo largo de su texto.